# Partido Social Alemán
El Partido Social Alemán (en alemán: Deutsche Soziale Partei, DSP) fue un pequeño partido alemán que estaba activo exclusivamente en Baja Sajonia.
El DSP se fundó como una escisión del Bloque Pangermánico/Liga de los Expulsados y Privados de derechos (BHE) bajo el nombre de Partido Social Alemán - BHE Independiente el 10 de noviembre de 1950, por amigos del exministro de Agricultura de Baja Sajonia y miembro de la CDU, Günther Gereke. Gereke, quien había sido elegido en 1947 al Parlamento Regional Bajo Sajón en representación de la CDU y en 1950 había pertenecido brevemente a la BHE, se unió en enero de 1951 al DSP.
En las elecciones estatales de Baja Sajonia de 1951, el partido alcanzó 25,546 votos, un 0.8%, y un escaño en el parlamento regional, asumido por Gereke. El organizador de la campaña electoral fue el exoficial de las SA, Walter Stennes. Gereke ocupó su escaño hasta el 26 de febrero de 1952, cuando se trasladó a la República Democrática Alemana. Fue sucedido por Adolf Stobbe, quién luego acabó dejando el partido y uniéndose al SPD.